# Красный Клайдсайд
Красный Клайдсайд (скотс Reid Clydeside, 1910—1930) — период массового подъёма и радикализации рабочего движения в Великобритании в целом и в Шотландии в частности. Эти места имели богатую историю политического радикализма, восходящую к «Радикальной войне» 1820 года.
Период длился с начала 1910-х до начала 1930-х годов. Своё название получил от области распространения — вокруг городов, расположенных на берегах реки Клайд: Глазго, Клайдбанк, Гринок, Дамбартон и Пейсли.

## История
Период начался с забастовки на фабриках компании Зингер в марте-апреле 1911 года, в которой участвовали 11 000 человек.
Затем последовала антивоенная активность против Первой мировой войны и протесты против повышения арендной платы.
В 1919 году состоялось противостояние в Глазго, где над толпой был поднят красный флаг.
В протестах принимали активное участие как мужчины, так и женщины-рабочие, левые активисты и сторонники движения за права женщин.

## В культуре
В альбоме Red Clydeside Алистера Хьюлетта и Дейва Сварбрика движению посвящено девять песен.